# Morpho guaraunos
Morpho guaraunos är en fjärilsart som beskrevs av Le Moult 1925. Morpho guaraunos ingår i släktet Morpho och familjen praktfjärilar. Inga underarter finns listade i Catalogue of Life.